# 西村省一郎
西村 省一郎（にしむら しょういちろう、1941年〈昭和16年〉4月12日 - 
1988年〈昭和63年〉6月17日）は、京都府出身のプロ野球選手（投手）。
1961年から1972年までの登録名は西村 省三（にしむら しょうぞう）。

## 来歴・人物
花園高等学校では2年生の時、エースとして1958年秋季近畿大会府予選準決勝に進むが山城高に敗れる。翌1959年夏の甲子園府予選は準々決勝で平安高の藤野隆司、野口元三のバッテリーに抑えられ敗退。卒業後は近畿大学に進学。近畿学生野球リーグでは在学中3季連続優勝。1960年春季リーグで大阪学芸大からノーヒットノーランを達成、1961年春季リーグでは阪大から23奪三振を記録している。
大学を2年生で中退し、1961年に南海ホークスへ入団。1年目の最終戦で初登板初先発、東映の久保田治と投げ合うが4回1失点で敗戦投手となる。1962年に肩を複雑脱臼するという大けがを負った。その後の3年は登板機会がなかったが、1964年にアメリカ合衆国のメジャーリーグ・サンフランシスコ・ジャイアンツ傘下1Aフレズノの教育リーグに村上雅則、高橋博士らと野球留学。帰国後の1965年には3試合に先発として起用される。入団7年目となる1967年は8月15日にシーズン初先発。西鉄の池永正明と投げ合い、白星はつかなかったが8回2/3を無失点に抑える。8月18日には東映の尾崎行雄に投げ勝ち完封勝利、プロ初勝利を初完投初完封で飾った。その後はスライダーを武器に主に中継ぎとして起用される。1970年限りで事実上引退。
引退後、1971年から打撃投手兼スコアラーに転向し、1973年に名前を省一郎に改名。1978年まで打撃投手を務め、その後もスコアラーとして南海ホークスの末期まで裏方でチームを支え続けた。スコアラー在職中の1988年6月17日に心筋梗塞のため死去。47歳没。

## エピソード
打撃投手兼スコアラーに転向後はコーチ補佐的な仕事もこなし、「軍曹」の綽名で親しまれた。水島新司の漫画『あぶさん』では第6巻第9章「ネット裏のエース」というタイトルで裏方時代の活躍が描かれている。そこでは、「省三」は努力しても報われない名前として改名を勧められたが、現役時代はこの名前に固執し、事実結果は残せず、裏方転身後にそれはチームにかかわる大問題だからとして「省一郎」に改名したと説明されている。

## 詳細情報

### 年度別投手成績
| 年 度     | 球 団     | 登 板 | 先 発 | 完 投 | 完 封 | 無 四 球 | 勝 利 | 敗 戦 | セ 丨 ブ | ホ 丨 ル ド | 勝 率 | 打 者 | 投 球 回 | 被 安 打 | 被 本 塁 打 | 与 四 球 | 敬 遠 | 与 死 球 | 奪 三 振 | 暴 投 | ボ 丨 ク | 失 点 | 自 責 点 | 防 御 率 | W H I P |
| --------- | --------- | ----- | ----- | ----- | ----- | -------- | ----- | ----- | -------- | ----------- | ----- | ----- | -------- | -------- | ----------- | -------- | ----- | -------- | -------- | ----- | -------- | ----- | -------- | -------- | ------- |
| 1961      | 南海      | 1     | 1     | 0     | 0     | 0        | 0     | 1     | --       | --          | .000  | 17    | 4.0      | 4        | 0           | 0        | --    | 0        | 1        | 0     | 0        | 1     | 1        | 2.25     | 1.00    |
| 1965      | 南海      | 3     | 3     | 0     | 0     | 0        | 0     | 1     | --       | --          | .000  | 48    | 10.0     | 13       | 3           | 3        | --    | 2        | 4        | 0     | 0        | 11    | 10       | 9.00     | 1.60    |
| 1967      | 南海      | 19    | 6     | 1     | 1     | 0        | 2     | 4     | --       | --          | .333  | 243   | 61.0     | 45       | 5           | 20       | --    | 1        | 27       | 0     | 0        | 17    | 13       | 1.92     | 1.07    |
| 1968      | 南海      | 8     | 0     | 0     | 0     | 0        | 1     | 0     | --       | --          | 1.000 | 66    | 13.0     | 18       | 4           | 9        | --    | 2        | 6        | 0     | 0        | 12    | 11       | 7.62     | 2.08    |
| 1969      | 南海      | 10    | 1     | 0     | 0     | 0        | 0     | 0     | --       | --          | ----  | 60    | 14.0     | 17       | 5           | 2        | --    | 0        | 7        | 1     | 0        | 7     | 7        | 4.50     | 1.36    |
| 通算：5年 | 通算：5年 | 41    | 11    | 1     | 1     | 0        | 3     | 6     | --       | --          | .333  | 434   | 102.0    | 97       | 17          | 34       | --    | 5        | 45       | 1     | 0        | 48    | 42       | 3.71     | 1.28    |

### 記録
- 初登板・初先発登板：1961年10月16日、対東映フライヤーズ28回戦（駒沢球場）、4回1失点で敗戦投手
- 初勝利・初先発勝利・初完投勝利・初完封：1967年8月18日、対東映フライヤーズ19回戦（明治神宮野球場）

### 背番号
- 18 （1961年 - 1970年）
- 68 （1971年 - 1978年）

### 登録名
- 西村 省三 （にしむら しょうぞう、1961年 - 1972年）
- 西村 省一郎 （にしむら しょういちろう、1973年 - 1988年）